# Jumpei Saito
Jumpei Saito (斎藤 純平 Saito Jumpei?), född 27 december 1992 i Akita prefektur, är en japansk fotbollsspelare.
Saito började sin karriär 2015 i Blaublitz Akita. Han spelade 13 ligamatcher för klubben.